# Eden (Wyoming)
Eden è un census-designated place degli Stati Uniti d'America, situato nella Contea di Sweetwater nello stato del Wyoming. Nel censimento del 2000 la popolazione era di 388 abitanti.

## Geografia fisica
Secondo i rilevamenti dell'United States Census Bureau, la località di Eden si estende su una superficie di 173,6 km², dei quali 173,5 km² sono occupati da terre, mentre 0,1 km² sono occupati da acque.

## Popolazione
Secondo il censimento del 2000, a Eden vivevano 388 persone, ed erano presenti 110 gruppi familiari. La densità di popolazione era di 2,2 ab./km². Nel territorio comunale si trovavano 193 unità edificate. Per quanto riguarda la composizione etnica degli abitanti, il 97,16% era bianco, l'1,55% era nativo, lo 0,26% apparteneva ad altre razze e l'1,03% a due o più. La popolazione di ogni razza ispanica corrispondeva al 2,84% degli abitanti.
Per quanto riguarda la suddivisione della popolazione in fasce d'età, il 27,8 % era al di sotto dei 18, l'8,5% fra i 18 e i 24, il 31,4% fra i 25 e i 44, il 26,5% fra i 45 e i 64, mentre infine il 5,7% era al di sopra dei 65 anni di età. L'età media della popolazione era di 37 anni. Per ogni 100 donne residenti vivevano 105,3 uomini.